# 洛倫岑·萊特
洛倫岑·韋恩·加涅·萊特（英語：Lorenzen Vern-Gagne Wright，1975年11月4日—2010年7月19日），已故美國職業籃球運動員，位置為大前鋒及中鋒。曾在NBA效力過13個賽季，他在1996年NBA選秀上第一輪第七順位被洛杉磯快艇選中，還曾效力於亞特蘭大老鷹、曼菲斯灰熊、沙加緬度國王和克利夫蘭騎士。

## 職業生涯
萊特於新秀球季即獲得快艇隊教練比尔·费奇的重用擔任先發中鋒，3年後與亞特蘭大老鷹簽約，並於簽約後次年打出生涯最佳的12.4分、7.5籃板，隔年被交易至家鄉球隊孟菲斯灰熊隊並成為球隊禁區主力。2009年退役。

## 死亡
萊特於2010年7月18日失踪，幾天后被發現被槍殺致死。案件的真相一度懸而未決，成為NBA歷史最大的謎團和悲劇之一。直至2017年12月，其前妻謝拉·萊特·羅賓遜（Sherra Wright-Robinson）被控謀殺罪，一年半後，謝拉認罪。

## 外部連結
- NBA.com profile （页面存档备份，存于）
- Unsolved Murder of Lorenzen Wright